# Arnoldo Santos Guerra
Arnoldo Santos Guerra (Villa de Mazo, La Palma (îles Canaries), 1948) est un botaniste espagnol. Il a développé des activités académiques au Jardin d'acclimatation de La Orotava et à l'Institut de recherche et de technologie agricole Retama de Tenerife, en tant que chef de l'unité botanique du jardin.

## Biographie
À l' Université de La Laguna, il a obtenu une licence en géographie et en histoire et un doctorat en biologie avec une thèse sur la végétation et la flore de La Palma. À partir de 1974, il a été chercheur à l'Institut de recherche agricole des Canaries, où il a ensuite été nommé chef de l'unité de botanique et responsable de l'acclimatation du jardin de La Orotava.
Il a pris sa retraite en 2013, bien que ses travaux de recherche aient continué après cette année.
Il a également été membre du conseil scientifique de la réserve de biosphère de La Palma et du conseil d'administration de la Real Sociedad Económica de Amigos del País de Tenerife.
Il a également découvert en 2024 un spécimen fossile vieux de 700 000 ans de deux lézards géants de Tenerife - qui appartiendraient à Gallotia goliath -, qui auraient été ensemble dans une formation de dunes et dont la mort serait survenue accidentellement, puisque la structure osseuse est presque intacte.